# Asesinato de Nubia Barahona
Nubia Docter Barahona (Spokane, Washington; 26 de mayo de 2000–West Palm Beach, Florida; 11 de febrero de 2011) fue una niña estadounidense de 10 años que fue maltratada y asesinada. Su cuerpo fue encontrado el 14 de febrero de 2011, envuelto en una bolsa de basura de plástico en la caja de la camioneta de su padre adoptivo, a un lado de la Interestatal 95, en West Palm Beach (Florida). Su cuerpo se había descompuesto parcialmente por estar cubierto de productos químicos, posiblemente pesticidas.
Su hermano gemelo, Victor Docter Barahona, estaba en la cabina de la camioneta con su padre, sufriendo convulsiones por quemaduras químicas e inhalación de gases tóxicos. Sus padres adoptivos, Jorge y Carmen Barahona, fueron acusados de asesinato en primer grado, maltrato infantil agravado y negligencia infantil el 23 de marzo de 2011. Se enfrentan a la pena de muerte si son declarados culpables y actualmente se encuentran detenidos a la espera de juicio. El caso ha provocado la indignación de los ciudadanos y funcionarios de Florida por la gestión del Departamento de Niños y Familias de Florida de las denuncias previas de abuso por parte de los Barahona.

## Antecedentes
Los gemelos Nubia y Victor Docter nacieron el 26 de mayo de 2000 en Spokane (Washington), hijos de Sandra K. Docter, una madre con problemas de abuso de drogas y alcohol. Su madre había tenido cuatro hijos antes que ellos, todos los cuales le habían sido retirados por el Departamento de Niños y Familias (DCF). Nubia nació con hiperplasia suprarrenal congénita. Se recomendó que fuera acogida en un hogar de acogida médico, pero en su lugar se le permitió quedarse con su madre biológica, que afirmaba estar sobria.
Los gemelos fueron separados del cuidado de su madre en 2003 y entregados a su padre, Victor Bustillo, pero no permanecieron con él mucho tiempo. En 2004, fue acusado de agresión sexual a un menor que no estaba bajo su cuidado. Los gemelos fueron entregados en acogida y finalmente acabaron en el hogar de Jorge y Carmen Barahona en Miami (Florida). La pareja ya había adoptado a un niño autista. Jorge era propietario de una empresa de control de plagas; Carmen era ama de casa. Apenas unos meses después de ser acogidos por los Barahona, una enfermera observó que Nubia faltaba a sus citas médicas porque los Barahona no querían acompañarla, a pesar de que las citas eran necesarias para controlar la enfermedad de Nubia. La enfermera recomendó que no se permitiera a los Barahona adoptar a los niños.
En 2005, según se informa, Nubia le dijo a alguien de su escuela que su padre abusaba sexualmente de ella. Sin saber con certeza si se refería a su padre biológico o a su padre adoptivo, el DCF investigó el caso. Determinaron que se refería a su padre biológico y el caso se cerró. Luego, en 2006, el personal de la escuela llamó al DCF para informar de un gran hematoma en la cara de Nubia que sospechaban que era abuso infantil. Se ordenó a los Barahona que la llevaran a una cita con el Equipo de Protección Infantil del Departamento de Salud en Miami, pero no se presentaron hasta una semana después. Para entonces, la mayor parte del hematoma había desaparecido y los médicos estatales coincidieron con la afirmación de los Barahona de que el hematoma se debía a una caída.
En 2007 se presentaron nuevas denuncias: las autoridades escolares informaron de que Nubia estaba extremadamente delgada, siempre hambrienta y desprendía un olor desagradable. El DCF investigó las denuncias, pero los Barahona insistieron en que el estado de Nubia no se debía a problemas de higiene o negligencia, sino a su condición médica. La investigación fue archivada.
Los Barahona iniciaron el proceso de adopción de las gemelas en 2008, pero se encontraron con la resistencia del tutor ad litem de los gemelos, Paul Neumann. Afirmaron que Neumann estaba actuando «a sus espaldas», interfiriendo injustamente en su intento de adopción. Afirmaron que tenían un «conflicto de personalidad» con Neumann y citaron eso como la razón por la que él los acusaba de negligencia. Para invalidar su decisión, los Barahona escribieron cartas apelando a personas tan importantes como el entonces gobernador Charlie Crist. En estas cartas, los Barahona describían de forma positiva los cuidados que proporcionaban a los gemelos, afirmando que estaban «criando a [sus] hijos con amor, como haría cualquier madre y padre». Neumann fue destituido como tutor ad litem de los gemelos sin explicación alguna poco antes de que se finalizara la adopción.
Los gemelos fueron adoptados formalmente en mayo de 2009. En 2010, las autoridades escolares volvieron a presentar quejas similares a las de 2007, añadiendo esta vez que Nubia estaba perdiendo el cabello. El DCF se encontró con el mismo razonamiento de los Barahona, que lo atribuían a su trastorno endocrino y a la medicación que tomaba para tratarlo, y la investigación se archivó de nuevo.

## Una «camioneta tóxica»
A las cinco de la mañana del lunes 14 de febrero de 2011, un patrullero de carretera vio una camioneta Toyota roja en el arcén de la Interestatal 95 (I-95) en dirección norte, entre Palm Beach Lakes Boulevard y 45th Street, en West Palm Beach. Cuando la camioneta seguía allí dos horas y media después, llamó a la policía.
El cuerpo de bomberos de West Palm Beach respondió a la llamada y encontró a Jorge Barahona, de 53 años, en el suelo y a Victor Barahona, de 10 años, en la cabina de la camioneta. Ambos estaban conscientes cuando llegaron los rescatistas, pero Victor tenía convulsiones. Un bombero se sintió abrumado por un fuerte olor al acercarse a la camioneta, por lo que se iniciaron los procedimientos de descontaminación. La caja del vehículo estaba llena de recipientes de plástico con productos químicos, algunos sin etiquetar. Llevaba el nombre de la empresa de control de plagas de Jorge, CJ Pest Control, lo que llevó a los investigadores a creer que los productos químicos eran pesticidas. Uno de los recipientes sin etiquetar contenía algún tipo de ácido, lo que llevó a los bomberos a preguntarse por qué un exterminador tendría un producto químico de ese tipo. Se envió a la policía estatal a la dirección de CJ Pest Control, pero no pudieron contactar con nadie.
Las investigaciones posteriores revelaron que Victor estaba cubierto de ácido y que había tanto en el coche que empapó la moqueta y los asientos, lo que hizo que el aire alrededor del camión fuera tóxico. Victor y Jorge fueron trasladados a hospitales diferentes para ser atendidos de sus heridas. Por la tarde llegaron un equipo de materiales peligrosos de la ciudad y el Departamento de Protección Ambiental del estado para descontaminar la zona. Aproximadamente a las 15:45, un contratista del DEP que revisaba los bidones de productos químicos en la parte trasera del camión encontró una bolsa de basura negra. En su interior había restos humanos.
Los investigadores del FBI se unieron a los esfuerzos para descontaminar el lugar y despejar el camino para que los investigadores forenses del condado pudieran examinar el cuerpo. Aproximadamente a las 20:30 horas del martes, el cuerpo fue trasladado a la oficina del médico forense para realizarle la autopsia. La identidad del cuerpo se mantuvo en secreto durante dos días tras su descubrimiento, hasta que se reveló que se trataba de Nubia Barahona, la hermana gemela de Victor. Su cuerpo estaba muy descompuesto y era difícil de identificar, ya que había sido cubierto con ácido y otros productos químicos peligrosos.

## Investigación
Victor fue trasladado inicialmente al cercano St. Mary's Medical Center de West Palm Beach y, dos días después, al centro de quemados del Jackson Memorial Hospital de Miami. Había sufrido «reacciones internas graves» por la inhalación de gases tóxicos en el camión y presentaba quemaduras químicas en gran parte de su cuerpo. Los médicos también encontraron varias lesiones previas en el niño, entre ellas una fractura de clavícula, un brazo roto, cicatrices en las nalgas y la parte inferior del abdomen, y marcas de cuerdas en ambas muñecas. Victor fue finalmente dado de alta el 2 de marzo de 2011 y colocado en un hogar de acogida terapéutico.
Jorge fue detenido por maltrato infantil contra Victor y trasladado del Columbia Hospital (West Palm Beach) a la cárcel del condado de Palm Beach el 16 de febrero. Mientras estaba bajo custodia, confesó a la policía que estaba muy afectado por la muerte de su hija y que había conducido hasta el condado de Palm Beach con la intención de suicidarse prendiéndose fuego. Dijo que había elegido el arcén de la I-95 para que lo «encontraran fácilmente». Afirmó que le dio a Victor un puñado de pastillas para dormir y, luego, con la cabeza del niño en su regazo, se echó gasolina por la cabeza. A continuación, intentó encender un mechero, pero no pudo hacerlo, ya que no quería llevarse a Victor con él. Los investigadores encontraron un bidón rojo de gasolina lleno de ácido en la camioneta. Cuando la policía le preguntó por qué no tenía tantas quemaduras evidentes como Victor, Jorge respondió que parte de la gasolina debía de haber salpicado al niño. La policía concluyó que la versión de los hechos de Jorge no coincidía con las lesiones del pequeño.
Los resultados de la autopsia concluyeron que Nubia fue golpeada hasta la muerte el 11 de febrero, el día en que un funcionario del DCF acudió a investigar una llamada a su línea directa de denuncia de abusos. Según el informe policial, Jorge supuestamente «golpeó y apaleó repetidamente a Nubia», que «gritó y lloró hasta morir». Carmen Barahona, la esposa de Jorge, dijo a los investigadores cuando la interrogaron que ella y su marido llevaban seis meses separados, cuando en realidad nunca se habían separado. Los otros dos hijos de la pareja fueron retirados del hogar y entregados a los padres de Carmen, y luego colocados en acogida.

### Un «secreto familiar»
El 10 de febrero de 2011, cuatro días antes de que se encontrara la camioneta, la terapeuta de Alessandra, la nieta de Carmen Barahona, llamó a los servicios sociales. Alessandra había denunciado a su terapeuta que, durante una visita a la casa de su abuela, los gemelos Nubia y Víctor fueron atados de manos y pies y obligados a permanecer de pie durante horas en una bañera. Según ella, solo les desataban las manos a la hora de comer, y también denunció que no le permitían hablar con ellos cuando iba al baño. El terapeuta informó al operador de que Alessandra se sentía amenazada por su abuela para que guardara silencio. Carmen supuestamente le dijo a Alessandra que no contara a nadie cómo trataban a los gemelos porque era un «secreto familiar».
El hijo autista de 11 años de la pareja, Jorge, también intentó contarle un «secreto» a un investigador del DCF que visitó la casa poco antes de la muerte de Nubia, pero el investigador afirmó que Carmen lo despidió por ser «de bajo funcionamiento» y le dijo que viera la televisión en otra habitación.
Tras el descubrimiento del cadáver de Nubia, Alessandra fue retirada del cuidado de su madre, Jennifer Pérez, y entregada a su padre. Además, un juez ordenó que ni la madre de la niña ni ningún miembro de su familia tuvieran contacto con ella. Un funcionario del DCF declaró que Alessandra ya no debía estar con su madre porque «la madre, Jennifer Pérez, no solo abusó psicológicamente de la niña al exponerla a la tortura de los gemelos, sino también al amenazarla repetidamente para que guardara silencio y animarla a ser cómplice del engaño... incluyendo un esfuerzo calculado por parte de la madre para evitar que la niña lo revelara a los funcionarios del DCF».

### Papel del DCF
El Departamento de Niños y Familias de Florida ha sido muy criticado por su gestión del caso Barahona. La jueza Cindy Lederman expresó su indignación por las acciones de Andrea Fleary, la trabajadora del DCF asignada al caso. El jueves 10 de febrero, Fleary visitó la casa de los Barahona para investigar una llamada a la línea de atención telefónica contra el maltrato, pero a pesar de no haber contactado con los niños, informó de que estaban a salvo. Cuando Fleary le contó a la jueza que Jorge, de 11 años, había intentado alertarla sobre el abuso el viernes, dijo que las conversaciones habían tenido lugar a última hora de la noche. La jueza Lederman respondió: «¿Entonces no hacemos investigaciones los fines de semana? ¿Es eso lo que me está diciendo?». Fleary respondió que había detenido su investigación a las 21 horas porque «no hacemos investigaciones los fines de semana».
El secretario del DCF, David Wilkins, defendió a Fleary, alegando que estaba nerviosa durante la audiencia y que «hacemos investigaciones las 24 horas del día, los siete días de la semana... Tenemos empleados que trabajan los fines de semana. Tenemos empleados que trabajan por la noche». Fleary fue primero suspendida con sueldo y luego despedida. Cuando se le preguntó cómo habían podido ignorar los signos de maltrato de Nubia, como la caída del cabello y el hambre constante, Wilkins afirmó que «las condiciones médicas de los niños complicaron la toma de decisiones de nuestros investigadores». Wilkins también recordó a los críticos que «estas personas llevan mucho tiempo engañando al sistema». En respuesta a la adopción de los gemelos Docter a pesar de las objeciones de su tutor ad litem Paul Neumann, la directora del programa de tutores ad litem del condado de Miami-Dade, Sonia Ferrer, dijo que el programa hizo todo lo que pudo en ese momento, a pesar de admitir que Neumann tenía sus reservas. Afirmó que el juez que supervisaba la adopción había escuchado otras pruebas y había decidido entregarlos a los Barahona.
Wilkins pidió a David Lawrence Jr., antiguo editor de The Miami Herald y actual presidente del Movimiento Infantil de Florida, a Bobby Martínez, antiguo fiscal federal en el sur de Florida, y a James Sewell, antiguo comisionado adjunto del Departamento de Policía de Florida y presidente del grupo de trabajo que investigó la muerte en 2009 del niño en acogida del condado de Broward Gabriel Myers, que investigaran la gestión del caso Barahona. Posteriormente, el panel calificó la gestión del caso por parte del DCF de «inepta» y de «falta de sentido común y de escucha».
Wilkins, que solo llevaba unos meses como secretario del DCF en el momento de la muerte de Nubia, también ha criticado la línea telefónica de denuncia de abusos de la organización, comparándola con un «centro de llamadas de bajo coste». En relación con una llamada en la que se denunciaba a los Barahona, Wilkins dijo: «Tienen una mentalidad de centro de llamadas de bajo coste [...] En esta situación, no quieres colgar el teléfono [...] se notaba que el operador quería colgar porque se le evalúa por la duración de las llamadas».
A los empleados se les evalúa por la rapidez con la que atienden las llamadas, ya que en el pasado se les había criticado por tardar demasiado en responder, lo que provocaba que los usuarios colgaran. Wilkins también afirma que la tecnología está obsoleta, lo que dificulta reunir las diferentes partes de un caso a partir de llamadas separadas. Afirmó tener planes para remediar estas situaciones.

## Cargos y juicio
Después de ser informado de que debía asistir a una audiencia por un delito grave de maltrato infantil, Jorge Barahona intentó autolesionarse en dos ocasiones. Primero saltó hacia atrás desde un lavabo de su celda y cayó de cabeza. Fue examinado y declarado apto para comparecer ante un juez, pero se negó a cooperar con los agentes y no se presentó a la audiencia. En la audiencia, se fijó una fianza de un millón de dólares. Más tarde, volvió a intentar autolesionarse y fue trasladado a un hospital para que le hicieran una tomografía computarizada, tras lo cual regresó a la cárcel y fue ingresado en la unidad de salud mental.
Carmen Barahona solicitó el divorcio de Jorge a finales de febrero, pero fue detenida y acusada de asesinato en primer grado el 5 de marzo. Quedó detenida sin fianza.
Jorge y Carmen Barahona han sido acusados conjuntamente de dieciocho cargos: un cargo de asesinato en primer grado, ocho cargos de maltrato infantil con resultado de lesiones graves, un cargo de negligencia infantil con resultado de daños graves, seis cargos de negligencia infantil (sin daños graves), un cargo de negligencia infantil (sin lesiones graves) y un cargo de mutilación de un cadáver. Con todo podían enfrentarse a la pena capital en caso de ser declarados culpables.
Los Barahona se han declarado inocentes de los cargos de asesinato en primer grado y maltrato infantil. El juicio de Jorge Barahona por el asesinato de Nubia y el intento de asesinato de Victor estaba previsto que comenzara el 28 de septiembre de 2015.
En enero de 2016, la jueza de circuito Samantha Schosberg Feuer fijó el inicio de la selección del jurado para el 25 de julio. El caso estaba previsto que comenzara en septiembre de 2015, pero los abogados de los Barahona solicitaron más tiempo. La fiscalía solicitó la pena de muerte para la pareja.
La nieta de los Barahona, que no quiso ser identificada, se presentó y describió los abusos como «un patrón persistente de abuso psicológico y físico». Tenía seis años cuando los gemelos llegaron a la casa de los Barahona. La nieta visitaba la casa con frecuencia y fue testigo de las torturas a las que se sometía a los gemelos, llegando a afirmar que «los gemelos eran desnudados y obligados a caminar desnudos por la sala de estar». Jorge Barahona obligaba a todos a mirar a los gemelos desnudos. En otra ocasión, durante la visita de la nieta, Jorge intentó ahogar a Victor en la piscina y, en otra ocasión, Jorge y Carmen le ataron una cuerda al cuello a Victor y lo estrangularon «hasta que se desmayó». La nieta también dijo que a los gemelos solo les daban leche y pan para comer.
En abril de 2017, Victor Barahona recibió 3,75 millones de dólares como parte de un acuerdo con el Departamento de Niños y Familias de Florida. El gobierno del estado afirmó que el departamento «gestionó mal el caso de los gemelos Barahona» y que el departamento «tenía muchas señales de alarma a las que no prestó atención».
El 21 de febrero de 2020, Carmen Barahona se declaró culpable de asesinato en primer grado y de múltiples cargos de maltrato infantil agravado. También aceptó testificar contra Jorge como parte de un acuerdo con la fiscalía. Su sentencia ha sido aplazada hasta que complete su cooperación con los fiscales contra Jorge. Si no coopera plenamente, podría seguir enfrentándose a la pena de muerte.

## Retrasos en los juicios
El 26 de febrero de 2020, los abogados de Jorge Barahona solicitaron que se retrasara la fecha del juicio debido al acuerdo de culpabilidad de Carmen. El 1 de marzo de 2021, Barahona fue agredido en el centro de detención preventiva mientras dormía y sufrió múltiples contusiones en la cara, una hemorragia nasal y un pequeño corte en la nariz. Según el informe policial, fue agredido por otros cinco reclusos «debido a la naturaleza de los cargos que se le imputan».
En agosto de 2021, Barahona despidió a su equipo legal y siguió solicitando aplazamientos.
En febrero de 2024, se volvió a aplazar la vista judicial para determinar si era competente para ser juzgado. Una cadena de noticias local informó de que, tras 13 años, se trata de un «caso que aún está lejos de llegar a juicio» porque «los jueces y los abogados han cambiado a lo largo de los años (y)... Jorge Barahona sigue solicitando aplazamientos». Gail Levine, la fiscal original del caso, ahora jubilada, afirmó que «debido a las agendas de los jueces, a la defensa y a la decisión del abogado de ir a juicio por otros casos, el caso de Jorge Barahona pasó a un segundo plano».